# Douglas B-66 Destroyer
Дуглас B-66 «Дестройер» (англ. Douglas B-66 Destroyer) — американский тактический бомбардировщик, разведчик и самолёт РЭБ. Создан на основе самолёта A-3 «Скайуорриор». Совершил первый полёт 28 июня 1954 года. Всего построено около 300 самолётов. Состоял на вооружении ВВС США в 1956—1973 годах, применялся во время Вьетнамской войны.

## Тактико-технические характеристики

### Технические характеристики
- Экипаж: 3 человека
- Длина: 22,9 м
- Размах крыла: 22,1 м
- Высота: 7,2 м
- Площадь крыла: 72,5 м²
- Масса пустого: 19 300 кг
- Масса снаряжённого: 26 200 кг
- Масса максимальная взлётная: 38 000 кг
- Двигатель: Эллисон J71-A-11/13 (2×45 кН)

### Лётные характеристики
- Максимальная скорость: 1020 км/ч
- Боевой радиус: 1500 км
- Перегоночная дальность: 3970 км
- Практический потолок: 12 000 м
- Скороподъёмность: 25 м/с (1500 м/мин)
- Удельная нагрузка на крыло: 361,4 кг/м²
- Тяговооружённость: 0,35

### Вооружение
- Пушки: 2×20 мм
- до 6800 кг бомб

## Боевое применение

### Европа
10 марта 1964 года лётчик 35-го истребительного авиационного полка с аэродрома Цербст (Германия) капитан Иванников В. Г. на истребителе МиГ-19 перехватил и сбил над территорией ГДР американский самолёт-разведчик RB-66C Destroyer.

### Война во Вьетнаме
14 января 1968 года американский самолёт радиоэлектронной борьбы EB-66C был сбит вьетнамским истребителем МиГ-21. Ещё 5 таких самолётов в ходе войны были сбиты ракетами ЗРК С-75 (4 EB-66C и 1 RB-66B). Вдобавок, 9 таких самолётов разбились по разным причинам.